# Pier Francesco Silvani
Pier Francesco Silvani (* 28. Juni 1619 in Florenz; † 22. August 1685 in Pisa) war ein italienischer Architekt, der in Florenz und der Toskana tätig war.

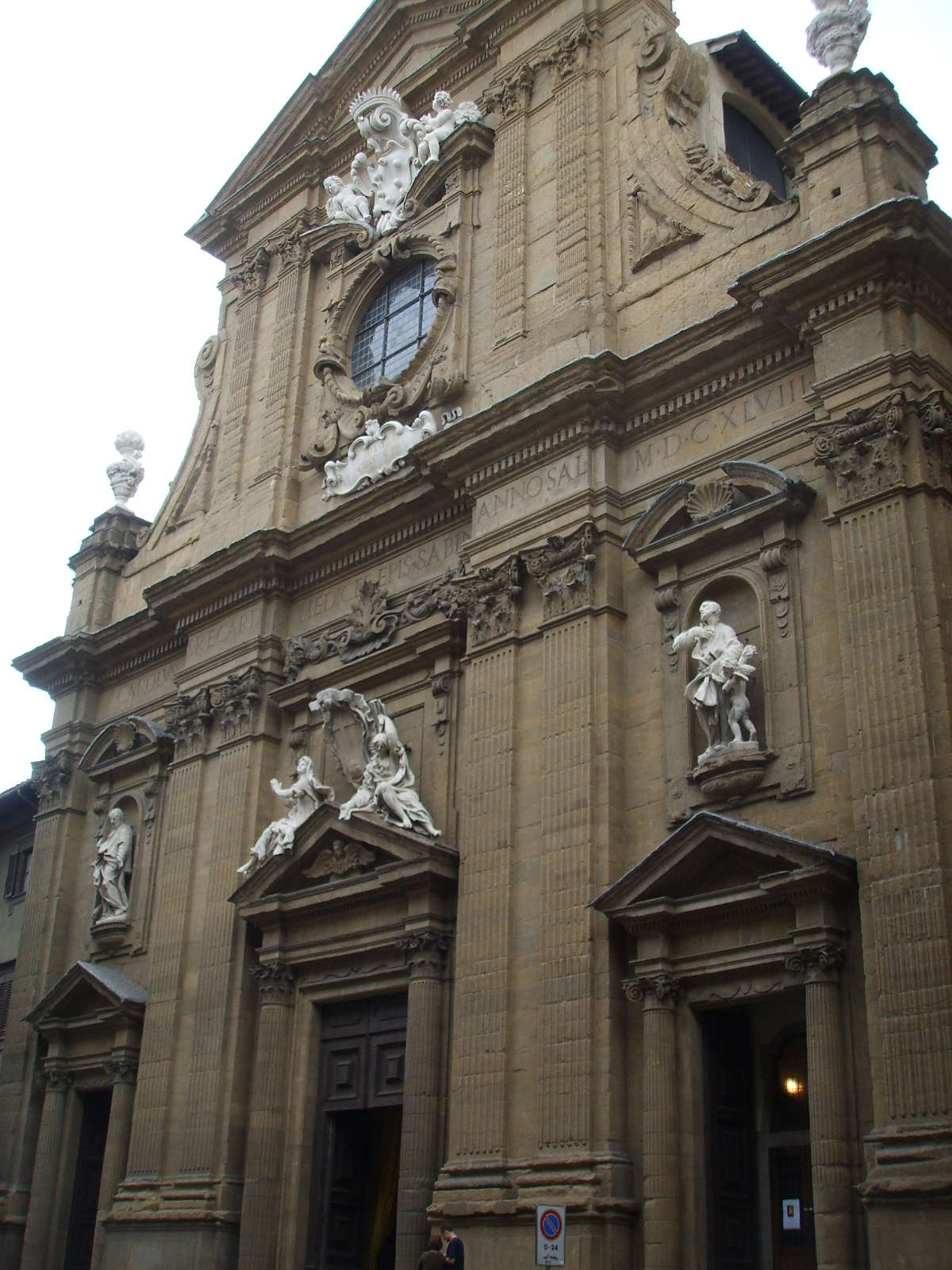
Fassade von San Michele e Gaetano, Florenz

Der Sohn von Gherardo Silvani war einer der aktivsten Schöpfer des nüchternen toskanischen Barocks. Zu seinen Hauptwerken in Florenz gehören die Kirche Santi Michele e Gaetano, die er zusammen mit seinem Vater erbaute, ebenso die Renovierung von San Marco und die elliptische Treppe des Palazzo Corsini al Parione.

## Hauptwerke
- Innenraum der Kirche von San Domenico, Prato, 1648–1652
- Erweiterung des Palazzo Venturi Ginori, ca. ab 1665
- Komplex von San Firenze, Florenz, ab 1667
- Kirche San Frediano in Cestello Florenz, 1670–1698
- Corsini-Kapelle in Santa Maria del Carmine, Florenz, 1675
- Umgestaltung der Basilika San Marco, Florenz, 1679
- Umgestaltung des Santuario della Madonna del Giglio, Prato, 1680
- Innenräume des Palazzo Gianni–Lucchesini–Vegni, Florenz, 1683
- Fertigstellung der Hauptkapelle der Kirche Santa Maria Maddalena dei Pazzi, Florenz, 1685
- Kirche Suore Montalve in der Medici-Villa La Quiete, 1686
- Entwurf der Chores der Basilika Santissima Annunziata, Florenz, 1688
- Palazzo Naldini, Florenz